# Discoderus crassicollis
Discoderus crassicollis är en skalbaggsart som beskrevs av Horn. Discoderus crassicollis ingår i släktet Discoderus och familjen jordlöpare. Inga underarter finns listade i Catalogue of Life.